# Jason Kreis
Jason Kreis (Omaha (Nebraska), 29 december 1972) is een Amerikaans voormalig voetballer. Hij is houder van het record van het hoogste aantal doelpunten in één seizoen in de Major League Soccer ooit.
Hij kwam in aanraking met voetbal tijdens zijn studie aan de Duke University. Daarna speelde hij van 1994 tot 1996 voor Raleigh Flyers, daar speelde hij samen met onder anderen Kerry Zavagnin. Kreis kwam via de draft bij Dallas Burn. Hij was de eerste die scoorde in de geschiedenis van die club. In 1999 was Kreis de eerste Amerikaanse winnaar van de Major League Soccer MVP Award, de prijs voor meest waardevolle speler van de competitie. Ook won hij dat jaar de MLS Scoring Champion Award (combinatieklassement tussen goals/assists). Kreis werd vijf keer topscorer van Dallas en ook vijf keer verkozen tot All Star.
Op 26 juni 2004 scoorde Kreis zijn 89e doelpunt tegen DC United. Daarmee werd hij topscorer aller tijden in de MLS. Dit record behield hij tot 22 augustus 2007, toen Jaime Moreno zijn record verbrak.
Op 17 november 2004 werd Kreis de allereerste speler ooit voor Real Salt Lake. Ook voor die club scoorde hij het eerste doelpunt, in de tweede wedstrijd maakte hij het doelpunt in de 3-1 nederlaag tegen Los Angeles Galaxy. Op 13 augustus 2005 was hij de eerste speler met 100 MLS-doelpunten.
Hij werd na zijn loopbaan trainer en was werkzaam bij Real Salt Lake en New York City FC.

## Erelijst
Dallas Burn
- Lamar Hunt US Open Cup

1997